# Niviventer cameroni
Niviventer cameroni és una espècie de mamífer rosegador de la família dels múrids. És endèmica de la Malàisia peninsular, on viu a altituds d'entre 1.520 i 2.010 msnm. El seu hàbitat natural són els boscos tropicals montans. Està amenaçada per la transformació del seu medi per a usos agrícoles i la construcció d'infraestructures. El seu nom específic, cameroni, significa ‘de Cameron’ en llatí.